# Приключения в новогоднюю ночь
«Приключения в новогоднюю ночь» (точнее — «Приключения в Сильвестрову ночь», нем. Die Abenteuer der Sylvester-Nacht) — сказочная повесть Э. Т. А. Гофмана из 4-го тома сборника «Фантазии в манере Калло». Написана в первую неделю января 1815 года.

## Сюжет
Предисловие
Первая половина повествования представляет собой выдержки из дневника «странствующего энтузиаста» (сквозная авторская фигура сборника). В предисловии речь идёт о прозрачности границы, разделяющей внутренний мир и мир внешний, благодаря чему духовидцу удаётся завлечь читателя «на другую ее сторону». Тогда, отмечает автор, вымышленные персонажи «с лёгкостью вторгаются в окружающий тебя внешний мир и начинают обходиться с тобой по-приятельски, словно старинные знакомцы».
Новогодний вечер в Берлине
В Берлине на новогоднем вечере у советника юстиции рассказчик встречает свою прежнюю возлюбленную, Юлию. Она предлагает ему кубок с пылающим пуншем, над которым пляшут синие язычки пламени. Рассказчику кажется, что Юлия без памяти влюблена в него, что она призывает: «О, если б это ты был сейчас за роялем и пел сладостные песни утраченных нег и надежд!» Но вот Юлию уводит её уродливый муж, и сладкая грёза рассыпается в прах.
«Ну, разумеется, ваша карта бита, дражайший», — произносит кто-то противным голосом рядом с рассказчиком. «Энтузиаст» в отчаянии выбегает на улицу. В «темени полуподвальной пивнушки» он различает фигуру Петера Шлемиля — человека, который продал дьяволу свою тень. А затем в таверну приходит так называемый «генерал Суворов», который — подобно этому полководцу — требует, чтобы при его появлении все зеркала занавешивали тканью. Впоследствии рассказчик получит возможность убедиться, что чужестранец не отражается в зеркалах.
Из-за путаницы с номерами гостиницы чужестранцу и «энтузиасту» приходится ночевать в одной комнате. Рассказчику снится, что он готов испить кубок пунша, принятый из рук Юлии, хотя его спутник призывает его ни в коем случае не делать этого. Все окружающие представляются спящему в виде кондитерских фигурок из марципана, а Юлия «походит на манящих дев, окруженных всяческой адской нечистью». Поутру он узнаёт, что чужестранец уже покинул гостиницу, оставив для него записку с рассказом о том, как он уступил своё отражение в зеркале дьяволу.
История о потерянном отражении
В своих записках чужестранец (его зовут Эразм Шпикер) повествует о романтической связи с прекрасной итальянкой Джульеттой. Посредником между ними выступает таинственный доктор в красном по имени Дапертутто (итал. «Вездесущий»). Когда Эразм вспоминает о своем долге перед семьёй и принимает решение вернуться в Германию к жене и маленькому сыну, Джульетта требует оставить ей на память хотя бы своё отражение в зеркале. Эразм соглашается.
Утрата отражения в зеркале вызывает подозрения у его жены. Наскучив семейными ссорами, Эразм возвращается обратно к Джульетте. Дапертутто напоминает, что между ним и возлюбленной всё ещё стоят семейные узы и убеждает Эразма избавиться от жены и ребёнка при помощи яда. Безумная страсть доводит Эразма до того, что он поручает это задание инфернальному доктору:

В этот миг на левой руке у Эразма вдруг лопнула жилка и брызнула кровь.
— Обмакни, обмакни перо, подписывай, подписывай, — пророкотал великан в красном.
— Подпиши,  подпиши,  единственный  мой, навеки  любимый, — шептала Джульетта.
Эразм  уже обмакнул  перо в  кровь, поднес  к  бумаге... 

Лишь внезапное появление жены прерывает заключение сделки с дьяволом. От объятий Джульетты начинает веять адским пламенем. Эразм понимает, что за небесным этим образом скрывается сам «адский дух».
Заключение
По окончании чтения «странствующий энтузиаст», проецируя образ Джульетты на образ Юлии, убеждается в том, что манящий его женский образ — не что иное, как дьявольское наваждение. В конце рассказа он обращается напрямую к своему создателю:

Ты видишь, милый мой Теодор Амадей Гофман, сколь часто, слишком часто неведомая темная сила вмешивается в мою жизнь и, наполняя мои сны обманчивыми видениями, ставит на моем пути такие странные создания.

## Связь с другими произведениями
В повести отражены автобиографические мотивы — мучительный выбор Гофмана между привязанностью к верной жене и страстью к юной Юлии Марк. Тема «избавления» от жены и ребёнка ради некой высшей цели будет волновать его и в дальнейшем. Он вернётся к этому мотиву в новелле «Церковь иезуитов в Г.»
Идея потерянного отражения в зеркале навеяна одним из любимых произведений Гофмана — повестью его приятеля Шамиссо о человеке, потерявшем свою тень. «Удивительная история Петера Шлемиля» увидела свет в 1814 году и сразу стала литературной сенсацией.
Художественный мир повести построен в соответствии с гофмановской концепцией двоемирия. По своему обыкновению Гофман предельно точно воспроизводит топографию Берлина, включая названия популярных ресторанов и магазинов. Изнанка этой точности — мир волшебной сказки, где люди теряют свои тени и отражения, и где действует дьявол, скрывающийся под маской доктора в красном. Как часто бывает у Гофмана, демоническая линия связана с Италией, а инфернальные персонажи носят итальянские имена.

Персонажи и ситуации «рассказа в рассказе» об Эразме и Джульетте симметричны персонажам и положениям рамочной истории о странствующем энтузиасте и Юлии (двойничество). Последовательное изложение нескольких сюжетно самостоятельных рассказов, иллюстрирующих одну и ту же мысль, станет излюбленным структурным приёмом Гофмана начиная с новеллы Sanctus (1816). 

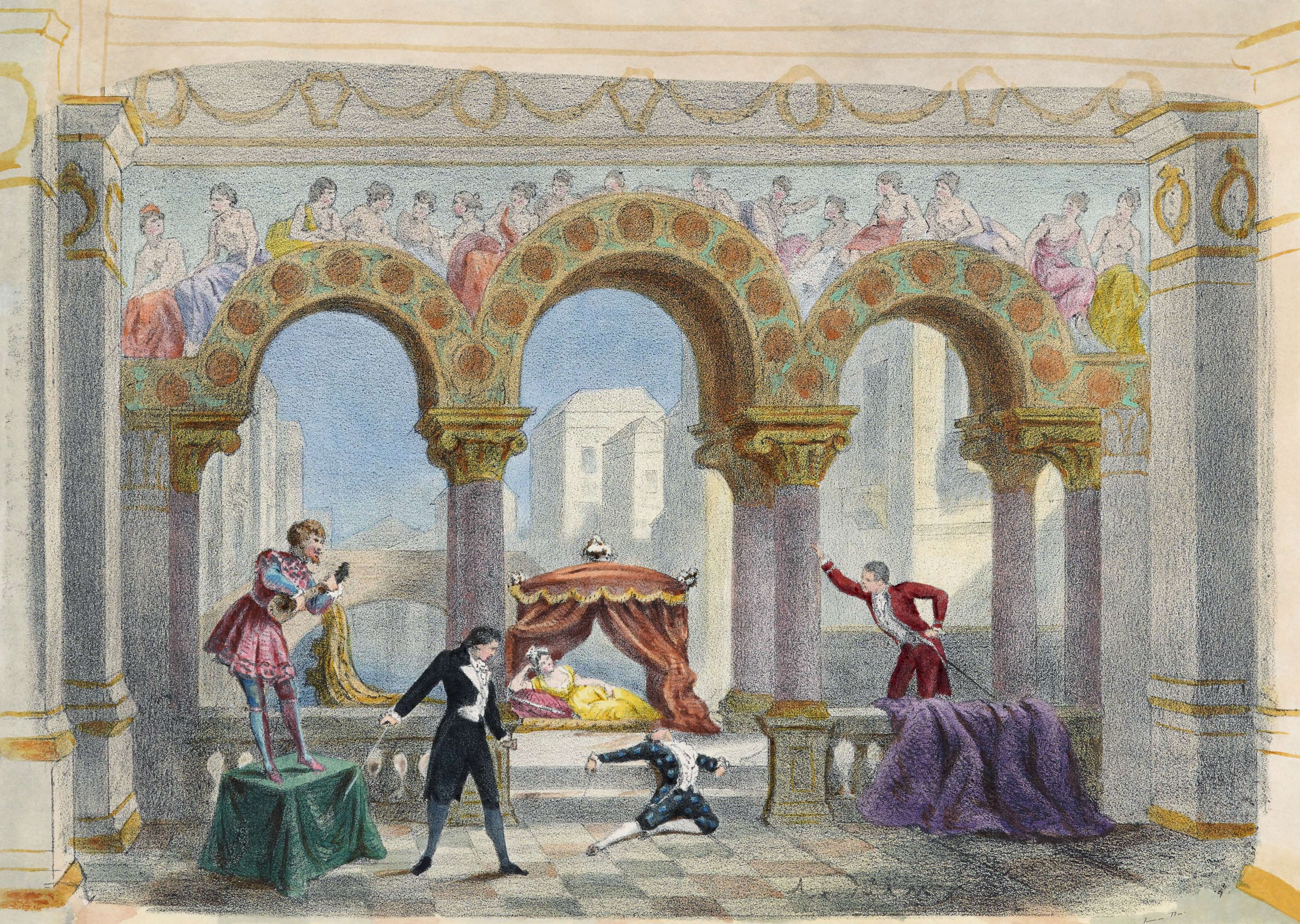
История Джульетты. Зарисовка первой постановки «Сказок Гофмана»

Гофману и прежде нравилось вести рассказ в нескольких плоскостях. Так, в «Магнетизёре» за титульным героем проступает тень давно умершего майора в красном. Подобное раздвоение персонажей наблюдается и в новелле «Дон Жуан», где рассказчик отождествляется то с Моцартом, то с Дон Жуаном, покорившим сердце донны Анны.

## Влияние
«Сказка о потерянном отражении» легла в основу последнего (венецианского) акта оперы «Сказки Гофмана», который открывает знаменитая баркаролла Belle nuit, ô nuit d'amour. Благодаря этому произведению повесть была хорошо известна в России «серебряного века». Всеволод Мейерхольд издавал журнал «Любовь к трём апельсинам» под именем доктора Дапертутто. В 1910—1911 годах он работал в театре-кабаре доктора Даппертуто «Дом интермедий» на Галерной улице. Мейерхольд упоминается под этим именем в «петербургской гофманиаде» А. Ахматовой — «Поэме без героя». В Пензе существует театр доктора Дапертутто.
Повесть Гофмана послужила прото-текстом для рождественской «Новеллы о снах» А. Шницлера. На «Приключения в новогоднюю ночь» ориентировался и А. В. Чаянов при создании своей «московской гофманианы».